# Радово (Демир Хисар)
Радово (мкд. Радово) је насеље у Северној Македонији, у југозападном делу државе. Радово припада општини Демир Хисар.

## Географија
Насеље Радово је смештено у југозападном делу Северне Македоније. Од најближег већег града, Битоља, насеље је удаљено 50 km северозападно.
Радово се налази у североисточном делу области Демир Хисар. Насеље је положено у горњем делу тока Црне реке, на југозападним висовима Бушеве планине. Надморска висина насеља је приближно 1.020 метара.
Клима у насељу је планинска због знатне надморске висине.

## Становништво
По попису становништва из 2002. године Радово је имало 13 становника.
Претежно становништво у насељу су етнички Македонци (100%).
Већинска вероисповест у насељу је православље.